# Martigny-sur-l'Ante

Martigny-sur-l'Ante este o comună în departamentul Calvados, Franța. În 1 ianuarie 2022 avea o populație de 322 de locuitori.